# Grace King
Grace Elizabeth King (Nueva Orleáns, 1852-1932) fue una escritora estadounidense de biografía, historia y relatos de Luisiana, y una líder en las actividades literarias e históricas.

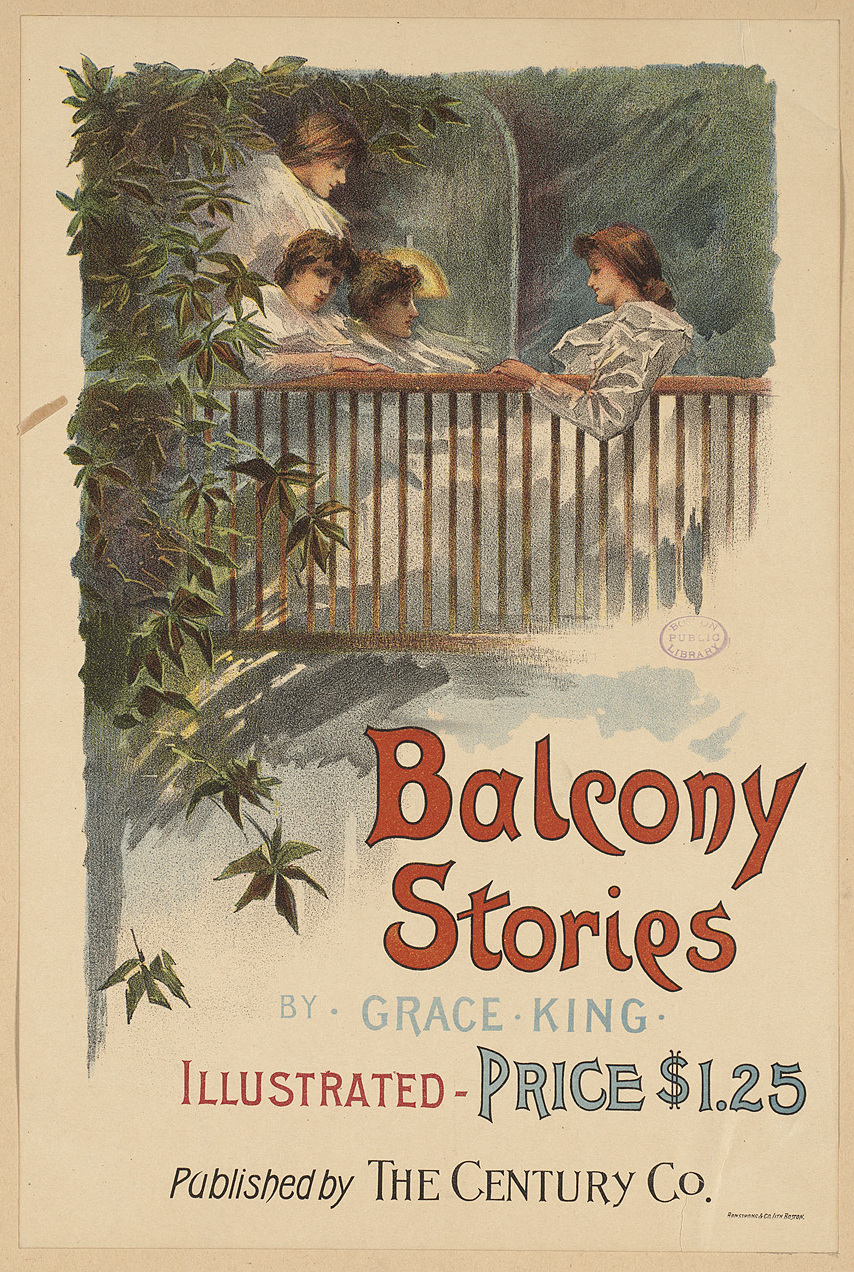
póster de libro

Nacida en Nueva Orleáns en el seno de una familia aristocrática que se había empobrecido por la Guerra Civil, estudió con Charles Gayarré y eventualmente encontró su forma de vida en la escritura; entre sus temas estuvieron otras mujeres que habían estado en su misma situación.
Está enterrada en el cementerio de Metairie en Nueva Orleáns.
En su honor, el "Instituto Grace King" se encuentra en "Grace King Place" de Metairie, Louisiana. El edificio de la Residential Life Administration en el campus de la Universidad Estatal de Louisiana también recibe su nombre por ella.

## Obra
- Monsieur Motte (1888) (Texto en la Universidad de North Carolina)

- Tales of a Time and Place (1892)

- Balcony Stories (1893) (Texto en la Universidad de North Carolina)

- New Orleans: The Place and the People (1895)
- Stories from Louisiana History (1905)

- The Pleasant Ways of St. Médard (1916)

- La Dame de Sairfdfgfnte Hermine (1924)

- Memories of a Southern Woman of Letters (1932)